# AutorenVerlag Matern
Der AutorenVerlag Matern ist ein 1994/95 gegründeter Buchverlag mit Sitz in Duisburg. Der Inhaber ist Reinhard Matern.
Das Verlagsprogramm umfasste in den ersten Jahren Philosophie, Belletristik und Kultur. Im Frühjahr 2013 fand eine Produktionsumstellung auf eBooks und eine Straffung des Programms statt. Auf Kultur wurde programmatisch verzichtet, Belletristik und Philosophie blieben mit ausschließlich analytischen Richtungen erhalten.
Den Beginn mit philosophischen Veröffentlichungen markierten 1995 zwei analytisch orientierte Bücher über Sprache bei Max Horkheimer und Theodor W. Adorno, mit besonderer Berücksichtigung der messianischen Ansätze. Später entstandene Titel sind hingegen nicht primär sekundär ausgerichtet, sondern verfolgen eigene analytische Ansätze, wie zum Beispiel Kai Peges „Eine Theorie des selektiven Bezugs“.
Belletristisch sind keine Romane, sondern nur verhältnismäßig kleine Formen zu finden, wie zum Beispiel die Novelle „Papageno in Parga“ von Mark Ammern.